# Internationale Sanitaire Conferenties
De Internationale Sanitaire Conferenties waren een reeks van 14 conferenties, waarvan de eerste in 1851 door de Franse regering werd georganiseerd, om de internationale quarantainevoorschriften bij pandemieën te standaardiseren. Het betrof toen vooral de verspreiding van cholera, pest en gele koorts. In totaal vonden er 14 conferenties plaats van 1851 tot 1938. De conferenties speelden een belangrijke rol als voorloper van de Wereldgezondheidsorganisatie die in 1948 werd opgericht.

## Achtergrond
Na de uitbraak van de tweede cholerapandemie (1826–1837) organiseerden enkele Europese landen medische missies om de oorzaken van de epidemie te achterhalen. Vooral de Franse regering was actief met delegaties naar Rusland, Pruisen en Oostenrijk. Het slotrapport van 1834 stelde dat verschillende landen uiteenlopende quarantainevoorschriften hanteerden, en dat het dus aangewezen was een internationale conferentie bijeen te roepen om de maatregelen te stroomlijnen.  

## Chronologie
| #  | Plaats     | Jaar      | Opmerkingen                                                                |
| -- | ---------- | --------- | -------------------------------------------------------------------------- |
| 1  | Parijs     | 1851      | De pioniersjaren.                                                          |
| 2  | Parijs     | 1859      | Onbeslist.                                                                 |
| 3  | Istanboel  | 1866      | Discussie en overeenstemming over de oorzaak van verspreiding van cholera. |
| 4  | Wenen      | 1874      |                                                                            |
| 5  | Washington | 1881      | Eerste conferentie waaraan de Verenigde Staten deelnam.:125                |
| 6  | Rome       | 1885      |                                                                            |
| 7  | Venetië    | 1892      | De eerste Internationale Sanitaire Conventie wordt aangenomen.             |
| 8  | Dresden    | 1893      |                                                                            |
| 9  | Parijs     | 1894      |                                                                            |
| 10 | Venetië    | 1897      |                                                                            |
| 11 | Parijs     | 1903      |                                                                            |
| 12 | Parijs     | 1911–1912 |                                                                            |
| 13 | Parijs     | 1926      |                                                                            |
| 14 | Parijs     | 1938      |                                                                            |

De besluiten van de Internationale Sanitaire Conventie werden in 1951 door de WHO overgenomen als International Sanitary Regulations, en in 1969 gewijzigd als International Health Regulations.